# Gentleman-tyven
Gentleman-tyven er en amerikansk stumfilm fra 1918 af Elsie Jane Wilson.

## Medvirkende
- Carmel Myers som Rosa Carillo
- Edwin August som Tony Bonchi
- Earle Rodney som Billy Leeds
- Leatrice Joy som Maria
- Lottie Kruse som Katrina